# Gabriel Knight 3: Il mistero di Rennes-le-Château
Gabriel Knight 3: Il mistero di Rennes-le-Château, sottotitolato Il mistero macchiato di sangue, è un'avventura grafica sviluppata e pubblicata il 19 novembre 1999 da Sierra Entertainment per Microsoft Windows. È il terzo e ultimo videogioco della trilogia di avventure Gabriel Knight. È anche l'ultimo gioco di avventura pubblicato da Sierra Entertainment.
È stato pubblicato in edizione digitale su GOG.com nel 2010 e su Steam nel 2016.

## Trama
Gabriel e Grace sono in Francia ad investigare un caso di vampirismo in una famiglia nobile e scoprono una rete di intrighi, segreti ed eresie intrecciata alla leggenda del mitico tesoro di Rennes-le-Château.
La trama è in parte ispirata, anche se non pedissequamente, alla teoria esposta nel libro Il Santo Graal di M. Baigent, R. Leigh e H. Lincoln. Il sistema di controllo usato in questo gioco è lo stesso sistema 3D in terza persona usato nell'ultimo episodio della serie King's Quest e vede il ritorno di Tim Curry nei panni di Gabriel.

## Modalità di gioco
Il gioco è suddiviso in vari "blocchi temporali". Per ognuno di questi blocchi ci sono determinate azioni da compiere; una volta completato, si può accedere al successivo blocco temporale. Queste azioni possono spaziare dal parlare con un personaggio di un determinato argomento al raccogliere un certo oggetto. Per esempio, il primo blocco temporale riguarda il primo giorno, dalle 10:00 alle 12:00: questo significa che, dal momento che si sta giocando in questo blocco temporale, tutte le nostre azioni nel "mondo di gioco" avvengono tra le 10:00 e le 12:00. Ovviamente non si avranno soltanto queste 2 ore di tempo di gioco per finire il blocco temporale.

## Fumetto
Nelle prime versioni vendute di Gabriel Knight 3 veniva allegato all'interno della confezione un fumetto cartaceo che spiega l'incipit della vicenda che porta Gabriel a investigare.
In seguito la versione cartacea del fumetto è scomparsa, ma è stata sostituita nelle confezioni più recenti e nelle edizioni economiche con una versione digitale in pdf.

## Critica
Gabriel Knight 3 è stato nominato il miglior videogioco di avventura del 1999 da Computer Games Strategy Plus e CNET Gamecenter, ed è stato classificato secondo da Computer Gaming World e GameSpot,. Gli editori di Computer Games hanno scritto: "Mentre il gioco, a volte, presenta alcuni dialoghi banali, una recitazione spartana, e una scarsa grafica 3D, offre un universo avvincente, ben realizzato e ricco di dettagli."
Nel 2011, Adventure Gamers ha nominato Gabriel Knight 3 il 32° miglior videogioco di avventura mai pubblicato.